# Bjørn Borgen
Bjørn Borgen (Fredrikstad, 22 de setembre de 1937- ibídem, 18 de novembre de 2015) va ser un futbolista noruec que jugava en la demarcació d'extrem dret. Va jugar un total de 35 partits amb la selecció de futbol de Noruega. Va debutar el 12 de juny de 1957 contra Hongria en un partit de classificació per a la Copa Mundial de Futbol de 1958. A més va disputar la classificació per l'Eurocopa 1960, la classificació pels Jocs Olímpics de Roma 1960, classificació per a la Copa Mundial de Futbol de 1962 i la classificació per l'Eurocopa 1968, competició en la qual va jugar el seu últim partit el 13 de novembre de 1966 contra Bulgària.

## Gols internacionals
| # | Data                   | Estadi                                          | Oponent | Gol | Resultat | Competició                                            |
| - | ---------------------- | ----------------------------------------------- | ------- | --- | -------- | ----------------------------------------------------- |
| 1 | 29 de juny de 1958     | Idrætsparken, Copenhaguen, Dinamarca            |         | 0-1 | 1―2      | Campionat nòrdic de futbol                            |
| 2 | 28 de juny de 1959     | Estadi Olímpic de Hèlsinki, Hèlsinki, Finlàndia |         | 0-3 | 2-4      | Campionat nòrdic de futbol                            |
| 3 | 9 de juny de 1960      | Ullevaal Stadion, Oslo, Noruega                 |         | 1?0 | 4-0      | Amistós                                               |
| 4 | 18 de setembre de 1960 | Ullevaal Stadion, Oslo, Noruega                 |         | 3?1 | 3-1      | Campionat nòrdic de futbol                            |
| 5 | 1 de juliol de 1961    | Estadi Olímpic Luzhnikí, Moscou, Unió Soviètica |         | 4-1 | 5―2      | classificació per a la Copa Mundial de Futbol de 1962 |
| 6 | 16 de maig de 1962     | Ullevaal Stadion, Oslo, Noruega                 |         | 2?1 | 2-1      | Amistós                                               |

## Clubs
| Club           | País | Any         |
| -------------- | ---- | ----------- |
| Fredrikstad FK |      | 1956 - 1958 |
| FC Lyn Oslo    |      | 1959        |
| Fredrikstad FK |      | 1960 - 1968 |

## Campionats nacionals
| Títol           | Club           | País    | Any  |
| --------------- | -------------- | ------- | ---- |
| Tippeligaen     | Fredrikstad FK | Noruega | 1957 |
| Tippeligaen     | Fredrikstad FK | Noruega | 1960 |
| Tippeligaen     | Fredrikstad FK | Noruega | 1961 |
| Copa de Noruega | Fredrikstad FK | Noruega | 1957 |
| Copa de Noruega | Fredrikstad FK | Noruega | 1966 |